# Heikki Solin
Heikki Solin (* 12. September 1938 in Helsinki) ist ein finnischer Klassischer Philologe und Epigraphiker.

## Leben
Heikki Solin studierte ab 1956 Klassische Philologie an der Universität Helsinki, wo er Schüler von Henrik Zilliacus war. 1963 erlangte er den Magistergrad, 1971 wurde er promoviert. Von 1965 bis 1985 lehrte er an der Universität Helsinki und der Åbo Akademi. 1976 bis 1979 war er Direktor des Institutum Romanum Finlandiae. Seit 1985 bis zu seinem Ruhestand 2003 war Solin Professor für Latinistik an der Universität Helsinki. 
Sein Hauptforschungsgebiet sind die lateinische Epigraphik und die antike Namenforschung, ferner die Sozialgeschichte und Demografie der römischen Kaiserzeit, das antike Judentum und die antike Medizin.
Solin ist Mitglied des Deutschen Archäologischen Instituts (1976), der Finnischen Akademie der Wissenschaften (1983, 1997/98 Präsident), der Pontificia Accademia Romana di Archeologia (1993), der Academia Europaea (1989), der Accademia di Archeologia, Lettere e Belle Arti in Neapel (1997), der Heidelberger Akademie der Wissenschaften (1998), der Reial Acadèmia de Bones Lletres de Barcelona (1998) sowie der Bayerischen Akademie der Wissenschaften (1999) und der Nordrhein-Westfälischen Akademie der Wissenschaften und der Künste (2009). Ferner ist er seit 1993 Mitglied der Internationalen Thesaurus-Kommission.